# Židovský hřbitov v Rousínově
Židovský hřbitov v Rousínově byl založen zřejmě v 16. století. Nachází se asi 300 metrů směrem na jih od Sušilova náměstí, mezi ulicemi Trávníky, Kalouskova a U Náhonu.
Na ploše 5964 m2 se dochovalo asi 1500 náhrobních kamenů (macev) s nejstarším čitelným z roku 1695. O počtu náhrobků se prameny rozcházejí, stránky pražské židovské obce uvádějí 1146 náhrobků. Do 70. let minulého století stával u brány domek hrobníka s márnicí. Po jeho zboření zde byly postaveny garáže.
Rousínovská židovská komunita přestala existovat v roce 1940.